# ウマルハイヤーム (競走馬)
ウマルハイヤーム（Omar Khayyam, 1914年 - 1938年）はイギリス生産・アメリカ合衆国調教の競走馬、種牡馬。1917年に外国産馬として初めてケンタッキーダービーに優勝した。馬名の由来はイランの詩人であるウマル・ハイヤームから。

## 経歴
- 特記がない限り、競走はすべてダートコース。また、当時はグレード制未導入。

イギリス産のサラブレッドの牡馬で、1915年のニューマーケットディセンバーセールにおいて300ポンドで落札されてアメリカへと輸入された。
2歳時はホープフルステークスで2着に入ったのが最高成績であった。3歳時の1917年はケンタッキーダービーとプリークネスステークスが同日に開催されており、ウマルハイヤームの陣営はダービーを選択、前哨戦である9ハロン戦の競走では4着に敗れたが、単勝オッズ14倍で挑んだ本番ケンタッキーダービーでは道中10番手の位置から追い込み、2着馬チケットを差し切って優勝を果たした。
ケンタッキーダービー優勝から3週間後、ウマルハイヤームはベルモントパークで行われたセリ市に上場され、そこでカナダの製菓業者ウィルフリッド・ヴィヨーに26,000ドルで落札された。新しい馬主のもと、ウマルハイヤームはプロスペクトハンデキャップ、ブルックリンダービー、ケナーステークス、サラトガカップ、トラヴァーズステークス、ハバディグレイスハンデキャップなどで勝利したほか、ピムリコオータムハンデキャップでは30ポンドのハンデキャップを課せられながらもトラックレコードで優勝している。
ウマルハイヤームの同期のライバルには、オーガスト・ベルモント2世の所有馬でありベルモントステークス優勝馬のアワーレスがいたが、ウマルハイヤームは同馬をブルックリンダービーやローレンスリアライゼーションステークスで破っていた。1917年10月18日にローレル競馬場で行われたジョン・R・マクラーレン記念ハンデキャップはこの2頭によるマッチレースとして行われ、ウマルハイヤームは1馬身差でアワーレスに敗れた。後年の選考で、この年の最優秀3歳牡馬はウマルハイヤームとアワーレスが同時受賞している。
4歳になるとハンデキャップが嵩んだことから勝ちきれなくなったが、それでもマリーンズリバティボンドハンデキャップを優勝、翌年1919年もレンナートハンデキャップで優勝している。
引退後は種牡馬となり、1920年からクレイボーンファームで繋養され、その後1929年にバージニア州シャーロットビルのJ・P・ジョーンズ牧場に移り、1938年に没するまで同地で暮らした。種牡馬としての主な産駒には「アイアンホース」の異名で知られ185戦をこなしたマリシアス（Malicious 1927年生、騸馬）、ウッドメモリアルステークス優勝馬ミスターハイヤーム（Mr. Khayyam 1930年生、牡馬）などがいる。

## 血統表
| ウマルハイヤームの血統 | ウマルハイヤームの血統                                      | ウマルハイヤームの血統                                      | （血統表の出典）                                            | （血統表の出典） |
| 父系                   | マッチェム系                                                | マッチェム系                                                | マッチェム系                                                | [ § 2 ]          |
| 父 Marco 栗毛 1892     | 父の父Barcaldine 鹿毛 1878                                  | Solon                                                       | West Australian                                             | West Australian  |
| 父 Marco 栗毛 1892     | 父の父Barcaldine 鹿毛 1878                                  | Solon                                                       | Birdcatcher Mare                                            |                  |
| 父 Marco 栗毛 1892     | 父の父Barcaldine 鹿毛 1878                                  | Ballyroe                                                    | Belladrum                                                   | Belladrum        |
| 父 Marco 栗毛 1892     | 父の父Barcaldine 鹿毛 1878                                  | Ballyroe                                                    | Bon Accord                                                  |                  |
| 父 Marco 栗毛 1892     | 父の母Novitiate 鹿毛 1882                                   | Hermit                                                      | Newminster                                                  | Newminster       |
| 父 Marco 栗毛 1892     | 父の母Novitiate 鹿毛 1882                                   | Hermit                                                      | Seclusion                                                   |                  |
| 父 Marco 栗毛 1892     | 父の母Novitiate 鹿毛 1882                                   | Retty                                                       | Lambton                                                     | Lambton          |
| 父 Marco 栗毛 1892     | 父の母Novitiate 鹿毛 1882                                   | Retty                                                       | Fern                                                        |                  |
| 母 Lisma 栗毛 1907     | 母の父Persimmon 鹿毛 1893                                   | St. Simon                                                   | Galopin                                                     | Galopin          |
| 母 Lisma 栗毛 1907     | 母の父Persimmon 鹿毛 1893                                   | St. Simon                                                   | St. Angela                                                  |                  |
| 母 Lisma 栗毛 1907     | 母の父Persimmon 鹿毛 1893                                   | Perdita II                                                  | Hampton                                                     | Hampton          |
| 母 Lisma 栗毛 1907     | 母の父Persimmon 鹿毛 1893                                   | Perdita II                                                  | Hermione                                                    |                  |
| 母 Lisma 栗毛 1907     | 母の母Luscious 鹿毛 1894                                    | Royal Hampton                                               | Hampton                                                     | Hampton          |
| 母 Lisma 栗毛 1907     | 母の母Luscious 鹿毛 1894                                    | Royal Hampton                                               | Princess                                                    |                  |
| 母 Lisma 栗毛 1907     | 母の母Luscious 鹿毛 1894                                    | Alveole                                                     | Crafton                                                     | Crafton          |
| 母 Lisma 栗毛 1907     | 母の母Luscious 鹿毛 1894                                    | Alveole                                                     | Sainte Alvere                                               |                  |
| 母系(F-No.)            | (FN:9-h)                                                    | (FN:9-h)                                                    | (FN:9-h)                                                    | [ § 3 ]          |
| 5代内の近親交配        | Hermit 3x5, Birdcatcher Mare 4x5, Hampton 4x4, King Tom 5x5 | Hermit 3x5, Birdcatcher Mare 4x5, Hampton 4x4, King Tom 5x5 | Hermit 3x5, Birdcatcher Mare 4x5, Hampton 4x4, King Tom 5x5 | [ § 4 ]          |
| 出典                   | 1. 2. 3. 4.                                                 | 1. 2. 3. 4.                                                 | 1. 2. 3. 4.                                                 | 1. 2. 3. 4.      |